# Čenta, Videm
Čenta (italijansko Tarcento, furlansko Tarcint, rezijsko Tarčét) je mestno naselje in sedež občine z okoli 9.000 prebivalci severno od Vidma, v deželi Furlanija - Julijska krajina.
Čenta leži na ravnici ob cesti k mednarodnemu mejnemu prehodu Učja na nadmorski višini 230 mnm, občina pa šteje okoli 9000 prebivalcev. Čenta je tudi meja med furlanskim in slovenskim etničnim ozemljem. Je najpomembnejše naselje / mesto Terske doline ob reki Ter (Torre / Torrente).
V preteklosti je bil razvoj Čente povezan s trgovino med hribovitim in ravninskim svetom, ter z ugodnim podnebjem, ki je privlačilo premožnejše meščane. V zadnjih desetletjih pa se mesto ne povečuje. 
Od leta 2016 je Čenta središče Terske medobčinske zveze.

## Izvor krajevnega imena
Slovensko ime kraja je prevzeto iz italijanskega imena, ki se je razvilo iz latinske številke trēcentī v pomenu 'tristo', s čemer je mišljeno 'tristo oralov zemlje'. V starih listinah se kraj v letih 1100−1200 omenja kot in Tricento, de loco Taracento (1126) in de Tricento (1195).

## Območje občine
Občino Čenta sestavljajo naselja:
| - Daprât - Bulfòns - Cuelàlt - Culurùmits - Nanarià - Madòne - Mulìnis - Patòchis - Predandòns - Segnà - Vilefrède | - Vulpìns - Çucje - Čežárje (f. Cisèriis, it. Ciseriis) - Kujíja (f. Cùie, it. Coia) - Lófjane (f. Usiùnt/Nuseùnt, it. Useunt) - Malamazérja (f. Malemasèrie, it. Malamaseria) - Sedíla (f. Sedìlis, it. Sedilis) - Smardénča (f. Samardèncje, it. Sammardenchia) - Štéla (f. Stele, it. Stella) - Žumáje/Žumája (f. Zomeàis, it. Zomeais) |